# Рекельвіц
Рекельвіц (нім. Räckelwitz, в.-луж. Worklecy) — громада в Німеччині, розташована в землі Саксонія. Входить до складу району Бауцен.
Площа — 11,51 км2. Населення становить 1111 ос. (станом на 31 грудня 2020).